# George Pigot, 1. Baron Pigot

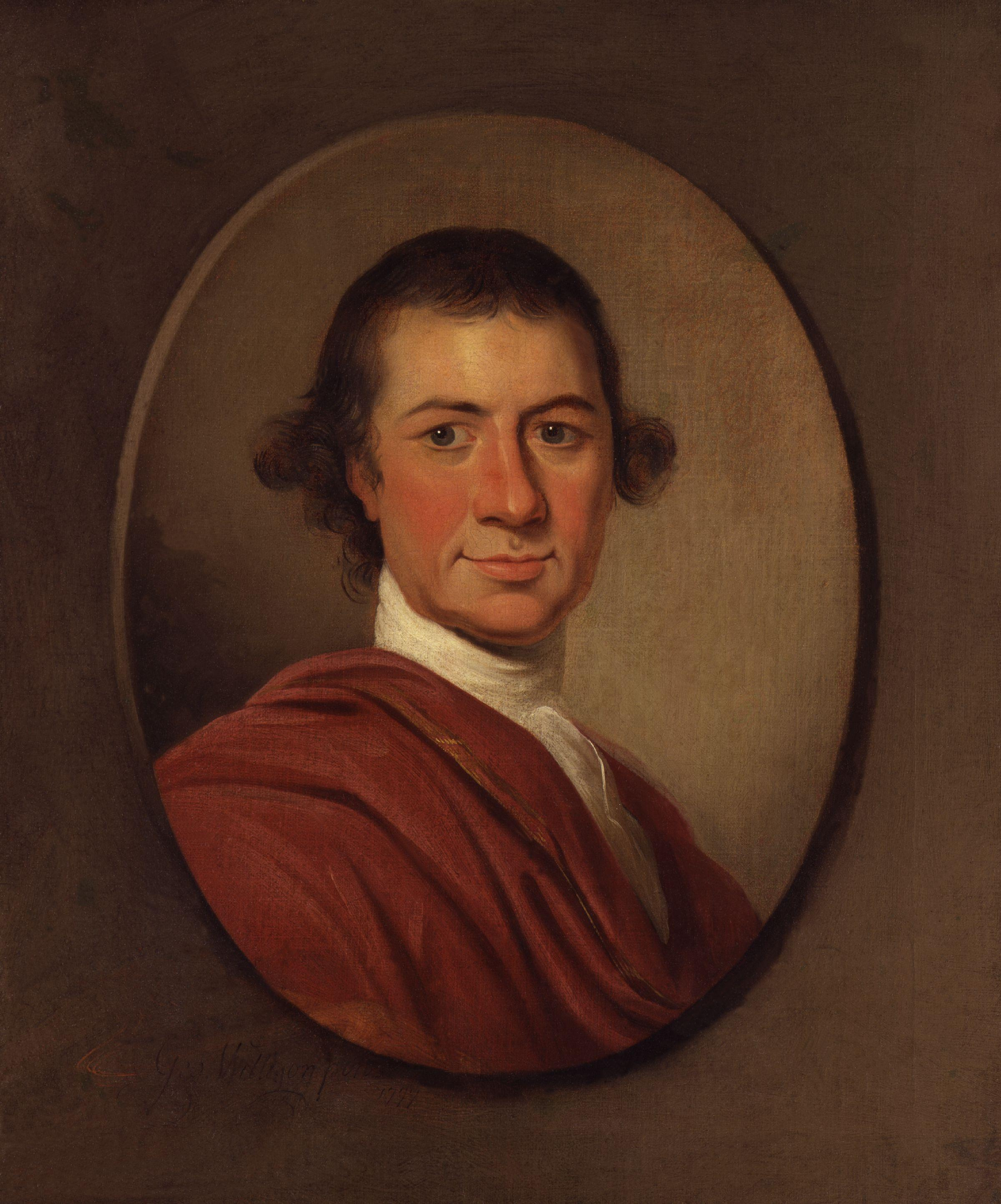
George Pigot, 1. Baron Pigot

George Pigot, 1. Baron Pigot (* 4. März 1719 in Westminster; † 11. Mai 1777 in Fort St. George, Madras) war ein britischer Politiker und Kolonialgouverneur von Madras in Indien.

## Leben
Er war der zweite, aber älteste überlebende Sohn des Richard Pigot (1679–1729) aus dessen Ehe mit Frances Godde (1695–1769). Seine Mutter war eine Bedienstete der Caroline, Princess of Wales. Seine jüngeren Brüder waren der General Sir Robert Pigot, 2. Baronet (1720–1796) und der Admiral Hugh Pigot (1721–1792). Er wuchs im Haushalt seines Vaters in Westminster und nach dessen Tod und der erneuten Heirat seiner Mutter in dem seines Stiefvaters, des Heeresoffiziers John Wyvill, in Walton in Surrey auf.
Im Alter von 18 Jahren trat er als „Schreiber“, das heißt als Sekretär, in die Zivilverwaltung der Britischen Ostindien-Kompanie ein und reiste hierzu nach Madras, wo er im Juli 1737 eintraf. Als Madras im Ersten Karnatischen Krieg 1746 von den Franzosen unter dem Comte de La Bourdonnais eingenommen wurde, geriet er zeitweise in Gefangenschaft und kehrte anschließend nach Großbritannien zurück. 1750 war er erneut in Madras und stieg im Januar 1755 zum dortigen Gouverneur der Ostindien-Kompanie auf.
Als Gouverneur unterstützte er den Herrschaftsanspruch des Muhammad Ali Khan Wallajah (1717–1795) als Nawab der Karnatik. Er und sein Rat in Madras entsandten 1756 einen großen Teil der Madras Army zu einer triumphal erfolgreichen Expedition unter Robert Clive, um die britische Position in Bengalen nach der Katastrophe des Verlusts von Kalkutta wiederherzustellen (Siebenjähriger Krieg/Dritter Karnatischer Krieg). Zwei Jahre später trat der Konflikt in Südindien in eine neue Phase, als eine große französische Expeditionstruppe unter dem Comte de Lally landete, um gegen Madras vorzugehen. Pigot war ihnen jedoch zuvorgekommen und hatte die Befestigungen der Stadt erheblich verstärkt. Von Dezember 1758 bis Februar 1759 organisierte er eine energische Verteidigung, bei der er persönlich eine herausragende Rolle spielte. Als der Comte de Lally sich zurückzog, verfolgte ihn eine verstärkte britische Armee unter Eyre Coote, besiegte ihn bei Wandiwash und trieb ihn in die französische Hauptsiedlung bei Pondicherry. Dort kapitulierten die Franzosen im Januar 1761, und Pigot stellte sich anschließend den königlichen Offizieren, die Pondicherry für die britische Krone beanspruchten, und machte das Recht der Ostindien-Kompanie geltend, es zu annektieren und dem Erdboden gleichzumachen. Am 14. November 1763 legte er sein Amt nieder und kehrte als Kriegsheld in die Heimat zurück, mit einem großen Vermögen, darunter ein spektakulär großer Diamant.
In Großbritannien mietete große Häuser in London, sammelte Gemälde, und kaufte das kürzlich von James Gibbs erbaute Landgut Patshull Hall in Staffordshire mit einem kürzlich von James Gibbs erbauten Haus. In Anerkennung seiner Leistungen in Indien wurde ihm am 5. Dezember 1764 in der Baronetage of Great Britain der erbliche Adelstitel Baronet, of Patshull in the County of Stafford, verliehen. Am 15. Januar 1765 wurde er als Abgeordneter für das Borough Wallingford in Oxfordshire ins britische House of Commons gewählt. Im Parlament unterstützte er die Politik der Tory-Regierung unter George Grenville und wechselte im Juli 1765 auf die Seite der neuen Whig-Regierung unter Charles Watson-Wentworth, 2. Marquess of Rockingham. Auf Vorschlag des Letzteren wurde er am 18. Januar 1766 in der Peerage of Ireland als Baron Pigot, of Patshull in the County of Dublin, zum erblichen Peer erhoben und dadurch Mitglied des irischen House of Lords. 1768 wechselte er im House of Commons auf einen Abgeordnetensitz für das nahe seines Landsitzes in Patshull gelegene Borough Bridgnorth in Staffordshire, und hatte diesen Sitz bis zu seinem Tod inne.
In den 1770 wandte sich sein Interesser erneut Indien zu und bemühte sich bei der Britischen Ostindien-Kompanie um den neugeschaffenen Posten als Generalgouverneur von Indien, das 1773 an Warren Hastings vergeben wurde. Er bewarb sich daraufhin erneut auf das Amt des Gouverneurs von Madras und schlug im März in einer Abstimmung der Aktionäre des Kompanie im März 1775 den von der Regierung unterstützten Gegenkandidaten, Thomas Rumbold, mit vier Stimmen.
Zurück in Madras bemühte er sich den Einfluss des Nawabs Muhammad Ali Khan Wallajah zurückzudrängen, der seine Herrschaft über die Karnatik inzwischen gefestigt hatte. Insbesondere stellte er die Herrschaft des Raja von Tanjore wieder her, dessen Autonomie gegen Zahlung eines Tributes an den Nawab Pigot selbst 1762 als Gouverneur garantiert hatte, und dessen Territorium der Nawab 1773 mit Hilfe der Madras Army erobert hatte. Auch weil viele Mitarbeiter der Ostindien-Kompanie in hochverzinsliche Darlehen an den Nawab investiert hatten, die zum Teil mit dessen Einkünften aus Tanjore besichert waren, löste seine Politik bald heftigen Widerstand aus. Zunächst wandte sich die Mehrheit des Rates von Madras gegen ihn, dann breitete sich auch bei den Offizieren der Madras Army Unzufriedenheit aus. Armeeoffiziere unter der Führung von Colonel James Stuart führten einen Putsch gegen Pigot durch, an dem einige Ratsmitglieder und der Nawab eindeutig beteiligt waren. Während Pigot mit Stuart am 23. August 1776 in einer Kutsche fuhr, wurde er festgenommen und gewaltsam zum St. Thomas Mount außerhalb von Madras gebracht, wo er unter Hausarrest festgehalten wurde, während die Mehrheit der Ratsmitglieder die Regierungsgewalt übernahm. Beide Seiten richteten Berufungen an Großbritannien. Bevor in Madras jedoch ein Ausgang bekannt werden konnte, war Pigot tot. Im März 1777 wurde er krank, nachdem er sich bei der Gartenarbeit auf dem Berg übermäßig der Sonne ausgesetzt hatte. Er wurde in das Gartenhaus der Kompanie in Madras verlegt, wo er am 11. Mai starb und am selben Tag in der St. Mary’s Church in Fort St. George beigesetzt wurde.
Pigot hatte nie geheiratet, zeugte aber sechs Töchter und drei Söhne von sechs verschiedenen Frauen und knüpfte nur mit zweien seiner Töchter eine dauerhafte Bindung. Mangels legitimen Nachkommen erlosch eine Baronstitel mit seinem Tod, sein Baronettitel fiel aufgrund einer besonderen Erbregelung an seinen jüngeren Bruder Robert.